# Grande Prêmio da Tailândia de 2019 (MotoGP)
O Grande Prêmio da MotoGP da Tailândia de 2019 ocorreu em 06 de outubro.

## Resultados

### Classificação MotoGP
| Pos | Piloto            | Equipe                       | Moto    | Tempo     | Pontos |
| --- | ----------------- | ---------------------------- | ------- | --------- | ------ |
| 1   | Marc Marquez      | Repsol Honda Team            | Honda   | 39'36.223 | 25     |
| 2   | Fabio Quartararo  | Petronas Yamaha SRT          | Yamaha  | +0.171    | 20     |
| 3   | Maverick Viñales  | Monster Energy Yamaha MotoGP | Yamaha  | +1.380    | 16     |
| 4   | Andrea Dovizioso  | Ducati Team                  | Ducati  | +11.218   | 13     |
| 5   | Alex Rins         | Team SUZUKI ECSTAR           | Suzuki  | +11.449   | 11     |
| 6   | Franco Morbidelli | Petronas Yamaha SRT          | Yamaha  | +14.466   | 10     |
| 7   | Joan Mir          | Team SUZUKI ECSTAR           | Suzuki  | +18.729   | 9      |
| 8   | Valentino Rossi   | Monster Energy Yamaha MotoGP | Yamaha  | +19.162   | 8      |
| 9   | Danilo Petrucci   | Ducati Team                  | Ducati  | +23.425   | 7      |
| 10  | Takaaki Nakagami  | LCR Honda IDEMITSU           | Honda   | +29.423   | 6      |
| 11  | Francesco Bagnaia | Pramac Racing                | Ducati  | +30.103   | 5      |
| 12  | Cal Crutchlow     | LCR Honda CASTROL            | Honda   | +33.216   | 4      |
| 13  | Pol Espargaro     | Red Bull KTM Factory Racing  | KTM     | +35.667   | 3      |
| 14  | Jack Miller       | Pramac Racing                | Ducati  | +39.736   | 2      |
| 15  | Andrea Iannone    | Aprilia Racing Team Gresini  | Aprilia | +40.038   | 1      |
| 16  | Miguel Oliveira   | Red Bull KTM Tech 3          | KTM     | +40.136   | 0      |
| 17  | Tito Rabat        | Reale Avintia Racing         | Ducati  | +44.589   | 0      |
| 18  | Jorge Lorenzo     | Repsol Honda Team            | Honda   | +54.723   | 0      |
| 19  | Karel Abraham     | Reale Avintia Racing         | Ducati  | +56.012   | 0      |
| 20  | Hafizh Syahrin    | Red Bull KTM Tech 3          | KTM     | +1'01.431 | 0      |

### Classificação Moto2
| Pos | Piloto                | Equipe                      | Moto      | Tempo     | Pontos |
| --- | --------------------- | --------------------------- | --------- | --------- | ------ |
| 1   | Luca Marini           | SKY Racing Team VR46        | Kalex     | 38'40.882 | 25     |
| 2   | Brad Binder           | Red Bull KTM Ajo            | KTM       | +2.296    | 20     |
| 3   | Iker Lecuona          | American Racing KTM         | KTM       | +2.544    | 16     |
| 4   | Augusto Fernandez     | FLEXBOX HP 40               | Kalex     | +2.585    | 13     |
| 5   | Alex Marquez          | EG 0,0 Marc VDS             | Kalex     | +2.919    | 11     |
| 6   | Jorge Martin          | Red Bull KTM Ajo            | KTM       | +6.839    | 10     |
| 7   | Thomas Luthi          | Dynavolt Intact GP          | Kalex     | +12.500   | 9      |
| 8   | Nicolo Bulega         | SKY Racing Team VR46        | Kalex     | +13.669   | 8      |
| 9   | Somkiat Chantra       | IDEMITSU Honda Team Asia    | Kalex     | +14.622   | 7      |
| 10  | Marco Bezzecchi       | Red Bull KTM Tech 3         | KTM       | +14.726   | 6      |
| 11  | Enea Bastianini       | Italtrans Racing Team       | Kalex     | +14.873   | 5      |
| 12  | Remy Gardner          | ONEXOX TKKR SAG Team        | Kalex     | +15.952   | 4      |
| 13  | Andrea Locatelli      | Italtrans Racing Team       | Kalex     | +16.095   | 3      |
| 14  | Marcel Schrotter      | Dynavolt Intact GP          | Kalex     | +16.603   | 2      |
| 15  | Tetsuta Nagashima     | ONEXOX TKKR SAG Team        | Kalex     | +17.147   | 1      |
| 16  | Dominique Aegerter    | MV Agusta Temporary Forward | MV Agusta | +18.707   | 0      |
| 17  | Jorge Navarro         | Beta Tools Speed Up         | Speed Up  | +20.985   | 0      |
| 18  | Fabio Di Giannantonio | Beta Tools Speed Up         | Speed Up  | +23.103   | 0      |
| 19  | Jake Dixon            | Gaviota Angel Nieto Team    | KTM       | +25.393   | 0      |
| 20  | Bo Bendsneyder        | NTS RW Racing GP            | NTS       | +27.715   | 0      |
| 21  | Jesko Raffin          | NTS RW Racing GP            | NTS       | +34.863   | 0      |
| 22  | Philipp Oettl         | Red Bull KTM Tech 3         | KTM       | +35.014   | 0      |
| 23  | Adam Norrodin         | Petronas Sprinta Racing     | Kalex     | +58.666   | 0      |
| 24  | Dimas Ekky Pratama    | IDEMITSU Honda Team Asia    | Kalex     | +1'18.435 | 0      |
| 25  | Lorenzo Baldassarri   | FLEXBOX HP 40               | Kalex     | 1 volta   | 0      |

### Classificação Moto3
| Pos | Piloto              | Equipe                     | Moto  | Tempo     | Pontos |
| --- | ------------------- | -------------------------- | ----- | --------- | ------ |
| 1   | Albert Arenas       | Gaviota Angel Nieto Team   | KTM   | 38'09.383 | 25     |
| 2   | Lorenzo Dalla Porta | Leopard Racing             | Honda | +0.231    | 20     |
| 3   | Alonso Lopez        | Estrella Galicia 0,0       | Honda | +0.322    | 16     |
| 4   | Marcos Ramirez      | Leopard Racing             | Honda | +0.459    | 13     |
| 5   | Dennis Foggia       | SKY Racing Team VR46       | KTM   | +0.666    | 11     |
| 6   | Celestino Vietti    | SKY Racing Team VR46       | KTM   | +1.166    | 10     |
| 7   | Kaito Toba          | Honda Team Asia            | Honda | +1.228    | 9      |
| 8   | Stefano Nepa        | Reale Avintia Arizona 77   | KTM   | +6.971    | 8      |
| 9   | Raul Fernandez      | Gaviota Angel Nieto Team   | KTM   | +9.095    | 7      |
| 10  | Tony Arbolino       | VNE Snipers                | Honda | +9.145    | 6      |
| 11  | Filip Salac         | Redox PruestelGP           | KTM   | +9.629    | 5      |
| 12  | Jakub Kornfeil      | Redox PruestelGP           | KTM   | +9.559    | 4      |
| 13  | Riccardo Rossi      | Kömmerling Gresini Moto3   | Honda | +11.174   | 3      |
| 14  | Sergio García       | Estrella Galicia 0,0       | Honda | +14.024   | 2      |
| 15  | Makar Yurchenko     | BOE Skull Rider Mugen Race | KTM   | +21.043   | 1      |
| 16  | Davide Pizzoli      | Mugen Race                 | KTM   | +23.306   | 0      |
| 17  | Kevin Zannoni       | SIC58 Squadra Corse        | Honda | +23.777   | 0      |
| 18  | Kazuki Masaki       | BOE Skull Rider Mugen Race | KTM   | +23.866   | 0      |
| 19  | Deniz Oncu          | Red Bull KTM Ajo           | KTM   | +55.804   | 0      |
| 20  | Darryn Binder       | CIP Green Power            | KTM   | +1'05.873 | 0      |